# (35063) 1988 FD
1988 FD (asteroide 35063) é um asteroide da cintura principal. Possui uma excentricidade de 0.17640840 e uma inclinação de 22.93430º.
Este asteroide foi descoberto no dia 16 de março de 1988 por Seiji Ueda e Hiroshi Kaneda em Kushiro.